# La casa della gioia
La casa della gioia (The House of Mirth) è il quarto romanzo della scrittrice statunitense Edith Wharton, pubblicato nel 1905. La storia narra del declino sociale di una giovane donna americana, Lily Bart, appartenente a una famiglia dell'alta società caduta in disgrazia, che diviene vittima delle ipocrisie dell'ambiente mondano della New York del primo Novecento.

## Trama
Lily, figlia unica di una famiglia dell'aristocrazia "del denaro" del New England e allevata nell'amore del lusso, si ritrova molto giovane orfana del padre dopo il suo tracollo finanziario. La madre, amareggiata e piena di rancore per la perdita dell'agiatezza, si ripromette la rivincita attraverso la bellezza e raffinatezza di Lily, ritenendola destinata a uno splendido matrimonio. Appena diciottenne, però, Lily perde anche la madre e si ritrova confinata nella dimora di una zia, austera, bigotta. Dotata di grande fascino, bellezza, raffinatezza e gusto, Lily riesce a inserirsi negli ambienti più altolocati e a farsene amici i ricchi esponenti. Grazie alla loro ospitalità, frequenta per undici anni i salotti e i ricevimenti mondani, nei quali spicca sempre per la sua leggiadria e le sue buone maniere.
All'età di ventinove anni, tuttavia, ancora non ha reso salda la sua condizione sociale tramite un buon matrimonio. Ella prova attrazione per l'avvocato Lawrence Selden, ma non può accettare un marito poco agiato e incapace di permetterle un tenore di vita uguale a quello cui è stata abituata fin da bambina. Punta invece le proprie aspettative su Percy Gryce, ricchissimo anche se noioso erede di una delle migliori famiglie della città, ma i suoi errori e l'inimicizia di una ricchissima donna del suo ambiente, Bertha Dorset, mandano a monte le speranze di un fidanzamento. Invischiatasi in debiti di gioco, chiede aiuto al marito di un'amica, Gus Trenor, che invece di investire in Borsa con i risparmi di Lily le regala del denaro, aspettandosi così di ricevere da lei compensi di altra natura. Le apparenze equivoche di tale situazione raffreddano anche i rapporti con Selden, che fatica ad accettare la dipendenza dagli agi materiali e dal lusso di Lily. Per allontanarsi dall'assillo dei novemila dollari da restituire a Trenor per salvare il proprio onore, Lily accetta di compiere una crociera nel Mediterraneo con Bertha Dorset, assumendo l'ambigua posizione di distrarre l'attenzione di Mr. Dorset dalle relazioni extraconiugali della moglie. Quando lo scandalo è in procinto di scoppiare, Bertha non esita a cacciare Lily dal suo yacht per far credere che la colpa di adulterio riguardi proprio Lily e il marito.
Messa al bando dalla società, diseredata dalla zia che nel frattempo è venuta a mancare e oppressa dalla necessità di pagare i suoi debiti, Lily tenta di riscattarsi e di guadagnarsi da vivere come segretaria di una facoltosa matrona. Avvertito il pericolo di compromettere ancora la sua reputazione, lascia l'incarico, ma nell'ambiente mondano si sono già diffusi calunniosi pettegolezzi su di lei. Lily tenta allora di lavorare come apprendista modista, ma per la sua incapacità per le mansioni manuali viene licenziata.
La sua unica possibilità di risollevarsi sarebbe quella di ricattare Bertha Dorset con delle lettere in suo possesso che attestano una sua relazione extraconiugale con Selden, ma il suo senso dell'onore e l'amore per Selden le impediscono di sfruttare tale possibilità. L'unico modesto lascito della zia, che le assicurerebbe di tirare avanti ancora un po', viene immediatamente girato da Lily al nome di Trenor per saldare il suo debito. Perseguitata dall'insonnia per le preoccupazioni circa il futuro, muore nel suo misero alloggio a pensione stroncata da un'involontaria overdose di sonnifero. Troppo tardi giunge al suo capezzale Selden, che comprende l'errore nell'averla lasciata sola e senza quell'amore che avrebbe potuto conferirle la forza morale di cui egli la considerava mancante.

## Opere derivate
- Nel 1918 è stato realizzato il film muto The House of Mith, diretto da Albert Capellani con Katherine Harris Barrymore (Lily Bart) e Henry Kolker (Lawrence Selden).[1][2]

- Nel 2000 il libro ha ispirato l'omonimo film (The House of Mirth), diretto da Terence Davies, con Gillian Anderson (Lily Bart) e Dan Aykroyd (Augustus "Gus" Trenor).[3][4]

## Edizioni in italiano
- La casa della gioia, trad. Clara Lavagetti Sforni, Collana I David, Roma, Editori Riuniti, 1983; Prefazione di Benedetta Bini, Collana I Grandi, Editori Riuniti, 1994-1996-2000, ISBN 978-88-35-93782-1; Bookever, 2006; Collana Le tartarughe tascabili n.9, Milano, La Tartaruga, 2012, ISBN 978-88-7738-522-2; Collana I Classici, Editori Internazionali Riuniti, 2013, ISBN 978-88-35-99303-2.
- La casa della gioia. Il gretto perbenismo della società americana di fine Ottocento in un grande romanzo dell'autrice di L'età dell'innocenza, trad. Pier Francesco Paolini, Introduzione di Guido Fink, Collana Grandi tascabili economici n.266, Roma, Newton & Compton, 1994, ISBN 978-88-79-83478-0; Collana UEF. I Classici, Milano, Feltrinelli, 2022, ISBN 978-88-079-0420-2.
- La casa della gioia, traduzione di Gaja Lombardi Cenciarelli, Introduzione di Benedetta Bini, Collezione Le Grandi Scrittrici, Vicenza, Neri Pozza, 2014, ISBN 978-88-545-0803-3.